# Крепи-ан-Валуа (кантон)
Крепи-ан-Валуа (фр. Crépy-en-Valois) — кантон во Франции, находится в регионе О-де-Франс, департамент Уаза. Входит в состав округа Санлис.

## История
До 2015 года в состав кантона входили коммуны Бетанкур-ан-Валуа, Бетизи-Сен-Мартен, Бетизи-Сен-Пьер, Боннёй-ан-Валуа, Вез, Вомуаз, Восьенн, Глень, Дюви, Жилокур, Крепи-ан-Валуа,  Морьянваль, Нери, Оже-Сен-Венсан, Ормуа-Виллер, Орруи, Рокмон, Рувиль, Рюсси-Бемон, Сентин, Сери-Маньеваль, Трюмийи, Феньё, Френуа-ла-Ривьер, Эмевиль.
В результате реформы 2015 года   состав кантона численно не изменился.

## Состав кантона с 22 марта 2015 года
В состав кантона входят коммуны (население по данным Национального института статистики за 2018 г.):
- Бетанкур-ан-Валуа (209 чел.)
- Бетизи-Сен-Мартен (1 020 чел.)
- Бетизи-Сен-Пьер (3 063 чел.)
- Боннёй-ан-Валуа (1 007 чел.)
- Вез (277 чел.)
- Вербери (3 823 чел.)
- Вомуаз (986 чел.)
- Восьен (690 чел.)
- Глень (376 чел.)
- Дюви (435 чел.)
- Жилокур (642 чел.)
- Крепи-ан-Валуа (14 796 чел.)
- Морьянваль (1 083 чел.)
- Нери (658 чел.)
- Оже-Сен-Венсан (529 чел.)
- Орруи (600 чел.)
- Рокмон (120 чел.)
- Рюсси-Бемон (196 чел.)
- Сен-Ва-де-Лонмон (643 чел.)
- Сентин (1 069 чел.)
- Сери-Маньеваль (281 чел.)
- Трюмийи (535 чел.)
- Феньё (427 чел.)
- Френуа-ла-Ривьер (665 чел.)
- Эмевиль (288 чел.)

## Политика
На президентских выборах 2022 г. жители кантона отдали в 1-м туре Марин Ле Пен 33,3 % голосов против 23,0 % у Эмманюэля Макрона и 19,0 % у Жана-Люка Меланшона; во 2-м туре в кантоне победила Ле Пен, получившая 55,2 % голосов. (2017 год. 1 тур: Марин Ле Пен – 32,9 %, Эмманюэль Макрон – 19,5 %, Жан-Люк Меланшон – 18,0 %, Франсуа Фийон – 15,5 %; 2 тур: Макрон – 51,5 %. 2012 год. 1 тур: Марин Ле Пен – 27,3 %, Франсуа Олланд – 25,7 %, Николя Саркози – 23,1 %; 2 тур: Саркози – 52,9 %).
С 2021 года кантон в Совете департамента Уаза представляют мэр коммуны Феньё Вероника Кавалетти (Véronique Cavaletti) (Разные правые) и Люк Шапотон (Luc Chapoton) (Демократическое движение).
|                | Кандидаты                          | Партия                   | Первый тур | Первый тур     | Второй тур | Второй тур |
| Кол-во голосов | Кандидаты                          | Партия                   | % голосов  | Кол-во голосов | % голосов  |            |
| -------------- | ---------------------------------- | ------------------------ | ---------- | -------------- | ---------- | ---------- |
|                | Вероника Кавалетти Люк Шапотон     | Разные правые            | 2 081      | 29,34          | 4 570      | 64,55      |
|                | Франсуаза Барон Ален Обиньи        | Национальное объединение | 2 010      | 28,34          | 2 510      | 35,45      |
|                | Фабрис Далонжвиль Наташа Ламонтань | Разные левые             | 1 944      | 27,41          |            |            |
|                | Габриэль Мелеми Анке Мёнье         | Правый блок              | 738        | 10,40          |            |            |
|                | Фабрис Лебе Магали Лоро            | Разные правые            | 320        | 4,51           |            |            |

|                | Кандидаты                      | Партия             | Первый тур | Первый тур     | Второй тур | Второй тур |
| Кол-во голосов | Кандидаты                      | Партия             | % голосов  | Кол-во голосов | % голосов  |            |
| -------------- | ------------------------------ | ------------------ | ---------- | -------------- | ---------- | ---------- |
|                | Беатрис Гуро Жан-Поль Летурнёр | Национальный фронт | 4 629      | 39,92          | 5 588      | 50,09      |
|                | Мари-Пьер Вицак Жером Фюре     | Левый блок         | 2 624      | 22,63          | 5 567      | 49,91      |
|                | Жози Каррель-Торле Мишель Улье | Правый блок        | 2 115      | 18,24          |            |            |
|                | Анн Лагонн Жан-Люк Сальмон     | Разные правые      | 1 124      | 9,69           |            |            |
|                | Пьер-Мари Жюмокур Орели Соваж  | Разные левые       | 1 104      | 9,52           |            |            |

|  | Кандидат          | Партия                  | % голосов |
|  | ----------------- | ----------------------- | --------- |
|  | Жером Фюре        | Социалистическая партия | 56,83     |
|  | Жан-Поль Летурнёр | Национальный фронт      | 43,17     |

|  | Кандидат          | Партия                    | % голосов |
|  | ----------------- | ------------------------- | --------- |
|  | Жиль Мазюр        | Коммунистическая партия   | 46,22     |
|  | Юбер Бриат        | Союз за народное движение | 35,98     |
|  | Жан-Поль Летурнёр | Национальный фронт        | 17,80     |